# Jean de la Vega

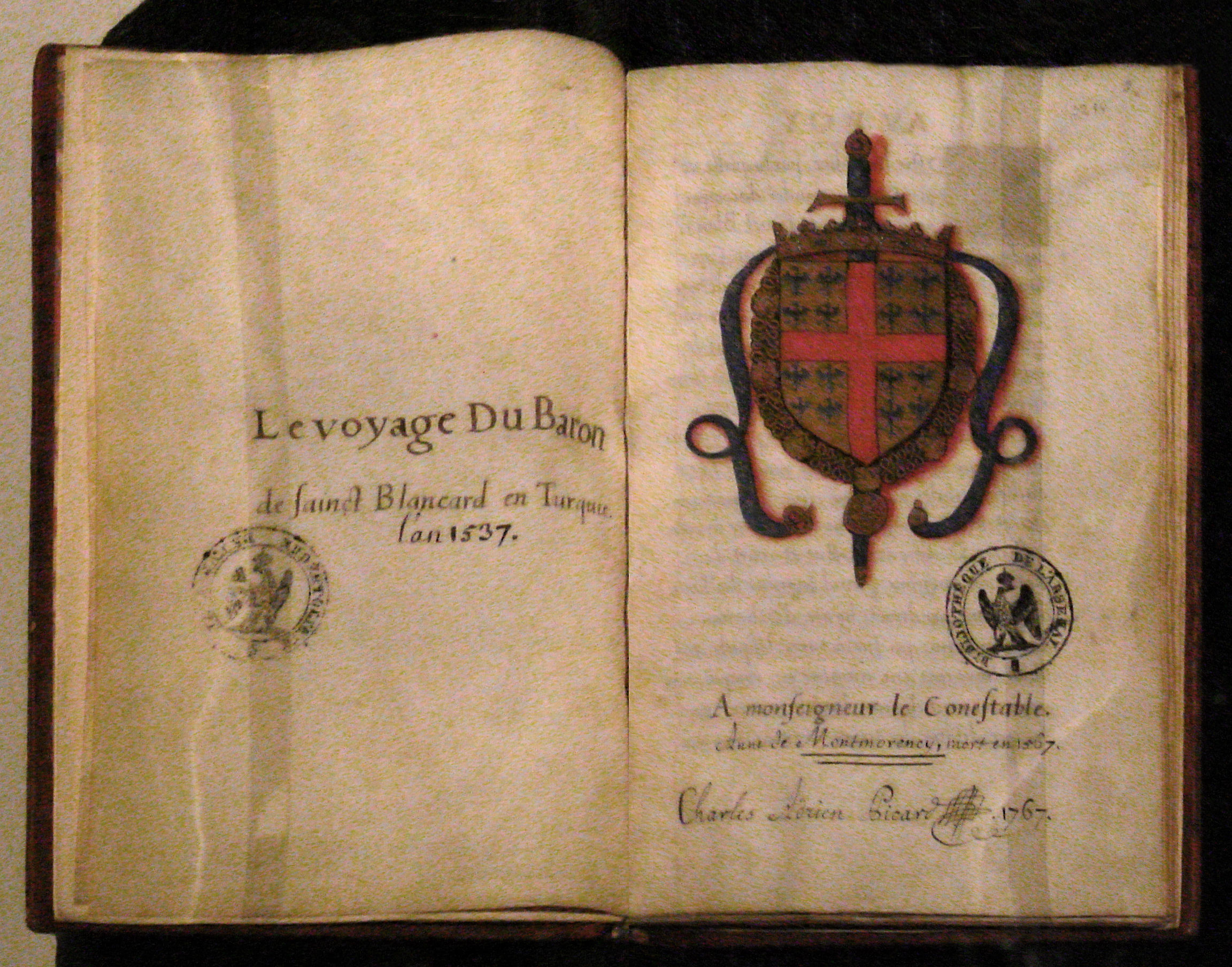
Le Voyage du Baron de Saint Blancard en Turquie, de Jean de la Vega, después de 1538.

Jean de la Vega, también conocido como Jehan de la Vega, fue un viajero y escritor francés del siglo XVI. Fue miembro de la flota Bertrand d'Ornesan que colaboró con los otomanos bajo la alianza franco-otomana.
Como miembro del personal de D'Ornessan, viajó a Estambul en una galera francesa y escribió un famoso relato de sus viajes, Le Voyage du Baron de Saint Blancard en Turquie . Fue testigo del Asedio de Corfú (1537), y también fue testigo de las depredaciones de la flota otomana en territorio cristiano.